# Jeremy Mould

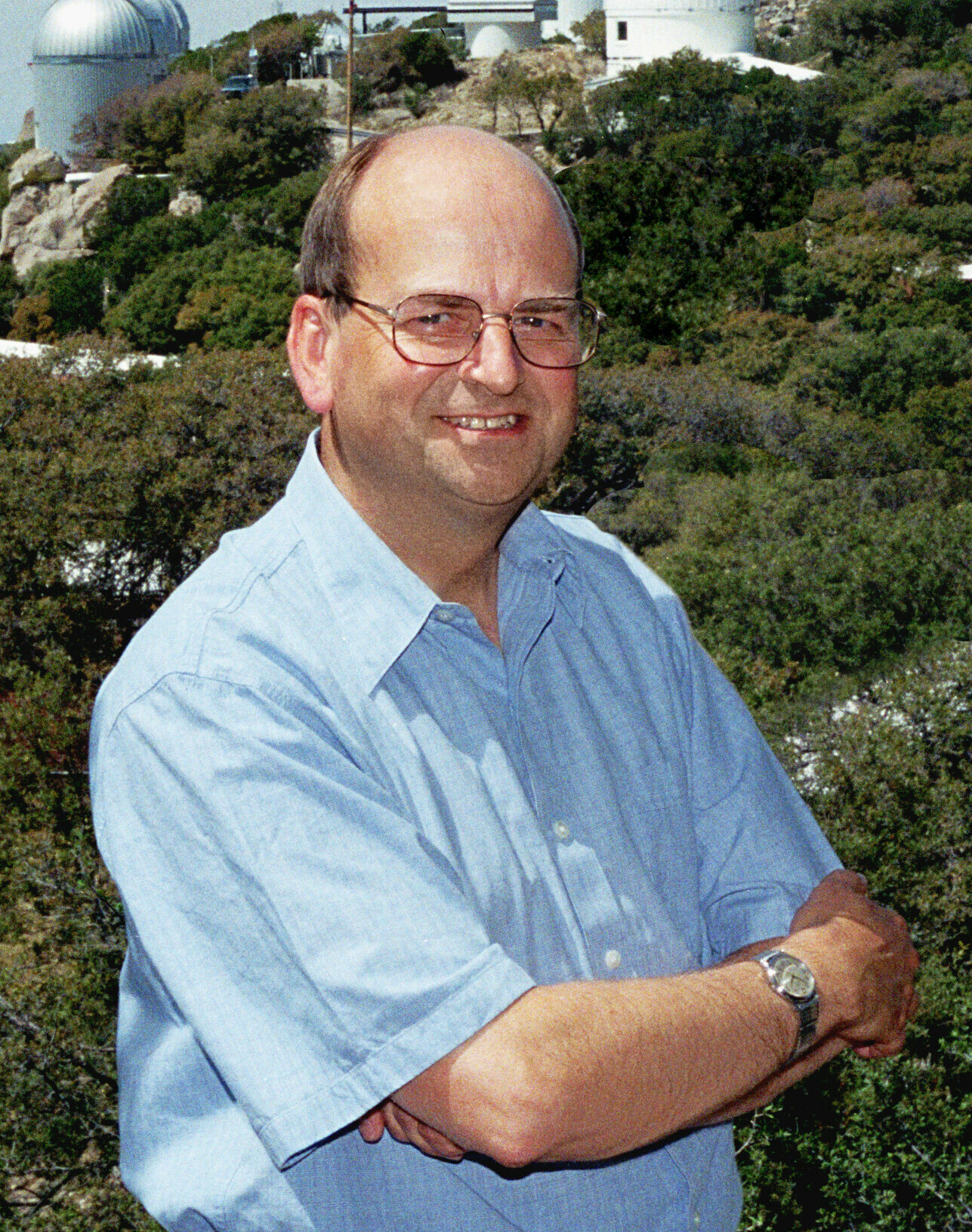
Jeremy Mould

Jeremy Mould (* 31. Juli 1949 in Bristol, England) ist ein britischer Astronom.
Mould ist ein professorial fellow der Universität Melbourne und arbeitet am National Optical Astronomy Observatory in Tucson, Arizona, USA.
2004 wurde der Asteroid (18240) Mould nach ihm benannt.
Mould erhielt im Jahre 2009 den Gruber-Preis für Kosmologie zusammen mit Wendy Freedman und Robert Kennicutt für die Bestimmung der Hubble-Konstante.